# „Here I Stand …“
Im Rahmen des Projekts „Here I stand …“ fanden innerhalb der Luther-Dekade drei Ausstellungen zum Leben und Wirken Martin Luthers in den Städten Minneapolis, New York City und Atlanta statt.

## Anlass
Im Jahr 2017 jährte sich die Veröffentlichung der 95 Thesen Martin Luthers gegen den Ablass zum 500. Mal. „Dieses Ereignis gilt heute als Beginn der Reformation und Geburtsstunde einer Entwicklung, die den Lauf der Weltgeschichte beeinflusste. In Deutschland, dem Geburtsland der Reformation, sind die authentischen Wirkungsstätten Luthers noch heute erhalten und stehen Besuchern aus aller Welt offen.“
Das Jubiläum war Anlass, ein Ausstellungsprojekt unter dem Titel „Here I Stand …“ zu konzipieren. Es konnte dank der maßgeblichen Unterstützung des Auswärtigen Amtes der Bundesrepublik Deutschland verwirklicht werden und stand unter der Schirmherrschaft des damaligen Bundesaußenministers Frank-Walter Steinmeier. Vier deutsche Kooperationspartner trugen aus ihren Beständen ein Gros der Ausstellungsobjekte zusammen:
Das Landesmuseum für Vorgeschichte Halle stellte dem Projekt Funde zur Verfügung, die archäologische Ausgrabungen der jüngsten Vergangenheit an den Lutherstätten in Mansfeld, Eisleben und Wittenberg erbracht haben.
Die Stiftung Luthergedenkstätten in Sachsen-Anhalt steuerte Exponate aus dem Besitz und dem Umfeld Luthers, Kunst- und Druckwerke sowie Handschriften der Reformationszeit und der Reformations- und Rezeptionsgeschichte bei. Der einmalige Umfang, in dem die Bestände des Wittenberger Lutherhauses, des weltweit größten reformationsgeschichtlichen Museums, ausgeliehen werden konnten, wurde durch dessen partielle Neugestaltung im Vorfeld des Reformationsjubiläums ermöglicht.
Das Deutsche Historische Museum in Berlin machte dem Projekt zahlreiche Objekte der Reformationsgeschichte und der europäischen Reichsgeschichte der frühen Neuzeit, aber auch polemische Flugblätter und Bildnisse Luthers als Leihgaben zugänglich.
Die Stiftung Schloss Friedenstein Gotha bereicherte die amerikanischen Sonderschauen mit Kunst- und Graphikbeständen. Sie halfen, das kunst- und kultur- sowie gesellschaftshistorische Umfeld der Reformation anschaulich zum Leben zu erwecken.

## Umsetzung
Von Oktober 2016 bis Januar 2017 wurde in drei unterschiedlichen Orten der USA auf das Reformationsjubiläum aufmerksam gemacht. Hierzu wurden drei Ausstellungen zu Martin Luthers Leben und Werk verwirklicht, die etwa zeitgleich stattfanden, unterschiedliche Zielgruppen ansprachen und je eigene inhaltliche Schwerpunkte setzten. Flankiert wurden die Ausstellungen durch die zweibändige, jeweils in deutscher und englischer Fassung erschienene Publikation.

## Ausstellungen in den amerikanischen Partnermuseen

### Minneapolis Institute of Art
Das Minneapolis Institute of Art (Minneapolis, Minnesota) liegt in einer Region des Mittleren Westens der USA, deren Bevölkerung zu einem Großteil durch westeuropäische, vor allem deutsche Wurzeln und lutherische Traditionen geprägt ist.
Die Ausstellung „Martin Luther: Art and the Reformation“ fand vom 30. Oktober 2016 bis zum 16. Januar 2017 in Minneapolis am Minneapolis Institute of Art statt. Der feierlichen Eröffnung wohnten u. a. der Staatsminister für Europa im Auswärtigen Amt, Michael Roth, der deutsche Generalkonsul für den Mittleren Westen, Herbert Quelle sowie der Kulturstaatssekretär des Landes Sachsen-Anhalt, Dr. Gunnar Schellenberger, bei.
20.000 Eintrittskarten waren bereits vor Beginn der Ausstellung verkauft worden. Während der Laufzeit der Schau war die Nachfrage nach Eintrittskarten so groß, dass das Museum Minneapolis Institute of Art erstmals in seiner Geschichte eine Montags-Öffnung der Sonderausstellung einführte. Bis zum Ende der Ausstellung nahmen 111.000 Besucher die Chance wahr, die bislang umfangreichste Luther-Ausstellung in den Vereinigten Staaten zu sehen. Die durchschnittliche Aufenthaltsdauer in der Ausstellung betrug zwei Stunden.
Die umfassende kunst- und kulturhistorische Hauptausstellung im Rahmen des Projektes „Here I Stand…“ vereinte auf ca. 1.000 m² etwa 300 Exponate und Exponatgruppen, die in acht Räumen einen Rundgang durch Martin Luthers Leben und Werk ermöglichten. Besondere Highlights der Ausstellung waren beispielsweise das Kinderspielzeug aus Martin Luthers Elternhaus in Mansfeld (Landesmuseum für Vorgeschichte), das Pilgergewand Kaiser Maximilians I. (Stiftung Schloss Friedenstein Gotha), die Luther zugeschriebene Kutte eines Augustinermönches aus Wittenberg (Stiftung Luthergedenkstätten in Sachsen-Anhalt), die Kanzel aus der Andreaskirche Eisleben, auf der der Reformator kurz vor seinem Tod seine letzte Predigt hielt (Evangelische Kirchengemeinde St. Andreas-Nicolai-Petri, Lutherstadt Eisleben), Mobiliar aus der Wittenberger Lutherstube (Stiftung Luthergedenkstätten in Sachsen-Anhalt), prunkvolle Haushaltsgegenstände Luthers aus Wittenberg (Landesmuseum für Vorgeschichte), der Gothaer Tafelaltar (Stiftung Schloss Friedenstein Gotha), die Prunkhelme Kaiser Karls V. und seines außenpolitischen Gegenspielers Franz’ I. (Stiftung Deutsches Historisches Museum) zahlreiche Cranach-Gemälde u. v. m.

### The Morgan Library & Museum
Vom 7. Oktober 2016 bis zum 22. Januar 2017 war in The Morgan Library & Museum die Sonderschau „Word and Image: Martin Luther’s Reformation“ zu sehen.
Im Rahmen einer Preview, an der u. a. der damalige Bundesaußenminister Frank-Walter Steinmeier als Schirmherr persönlich teilnahm, wurden ausgewählte Exponate noch vor Ausstellungseröffnung vorab präsentiert. Die Schatzkammerausstellung konnte bis zu ihrem Ende insgesamt 80.000 Besucher verzeichnen.
Besondere Highlights der New Yorker Schau waren der Brief Martin Luthers an Kaiser Karl V. vom 28. April 1521 (Stiftung Luthergedenkstätten in Sachsen-Anhalt), die Skulpturen „Adam und Eva“ von Conrad Meit (Stiftung Schloss Friedenstein Gotha) und das Wormser Edikt, mit dem Kaiser Karl V. die Reichsacht über Luther verhängte (Deutsches Historisches Museum).

### Pitts Theology Library
Die Pitts Theology Library zeigte vom 11. Oktober 2016 bis zum 16. Januar 2017 die Ausstellung „Law and Grace: Martin Luther, Lucas Cranach and the Promise of Salvation“ in Atlanta. Die Kabinettausstellung konnte mit Unterstützung der The Halle Foundation verwirklicht werden. Im Mittelpunkt der Schau stand das Gemälde „Gesetz und Gnade“ von Lucas Cranach d. J. (Stiftung Luthergedenkstätten in Sachsen-Anhalt). Der deutsche Generalkonsul in Atlanta, Detlev Ruenger, eröffnete mit zahlreichen Ehrengästen die Ausstellung. Insgesamt sahen ca. 3.500 Besucher „Law & Grace“.
Im Rahmen dieser Kabinettausstellung wurde eine wissenschaftliche Publikation mit dem Titel der Ausstellung erarbeitet.

## Leihgeber
- Bayerisches Nationalmuseum, München
- Evangelische Andreasgemeinde Erfurt
- Evangelische Kirchengemeinde St. Andreas-Nicolai-Petri, Lutherstadt Eisleben
- Evangelische Kirchengemeinde St. Petri Wörlitz der Evangelischen Landeskirche Anhalts in Deutschland
- Evangelische Marktkirchengemeinde Halle (Saale), Marienbibliothek
- Evangelisches Predigerseminar Wittenberg
- Forschungsbibliothek Gotha der Universität Erfurt
- HMB – Historisches Museum Basel
- Klassik Stiftung Weimar
- Kulturhistorisches Museum Magdeburg
- Kulturstiftung Sachsen-Anhalt, Kunstmuseum Moritzburg Halle (Saale) und Domschatz zu Halberstadt
- Kunstsammlungen der Veste Coburg
- Landesamt für Denkmalpflege und Archäologie Sachsen-Anhalt – Landesmuseum für Vorgeschichte
- Landesarchiv Sachsen-Anhalt
- Luther Seminary Library, St. Paul
- Lutherstadt Eisleben
- Michael C. Carlos Museum, Emory University Atlanta
- Österreichisches Staatsarchiv Wien
- Scheide Library, Princeton University Library
- Stadt Braunschweig, Städtisches Museum
- Stadt Zerbst/Anhalt
- Stadtarchiv Halle (Saale)
- Stadtarchiv Mühlhausen/Thüringen
- Städtische Sammlungen, Lutherstadt Wittenberg
- Stiftung Deutsches Historisches Museum, Berlin
- Stiftung Luthergedenkstätten in Sachsen-Anhalt
- Stiftung Schloss Friedenstein Gotha
- Stuart A. Rose Manuscript, Archives, and Rare Book Library, Emory University, Atlanta
- The Metropolitan Museum of Art, New York
- Thrivent Financial Collection of Religious Art, Minneapolis
- Thüringisches Hauptstaatsarchiv Weimar
- Thüringisches Staatsarchiv Gotha
- Universitäts- und Landesbibliothek Sachsen-Anhalt, Halle (Saale)
- Universitätsarchiv und Zentrale Kustodie der Martin-Luther-Universität Halle-Wittenberg
- Vereinigte Domstifter zu Merseburg und Naumburg und des Kollegiatstifts Zeitz
- Wartburg-Stiftung Eisenach

## Begleitpublikationen
Der Katalog aller in den USA gezeigten Objekte wurde im Oktober 2016 in englischer und deutscher Sprache veröffentlicht. Dieser wurde durch einen Essayband ergänzt, für den 50 Wissenschaftler unterschiedlicher Disziplinen als Autoren gewonnen werden konnten.
„Dem Facettenreichtum der Ausstellungen entsprechend vereint er aktuelle Forschungen von Historikern und Kirchenhistorikern, von Vertretern der Kunst-, Kultur- und Mentalitätsgeschichte, der Archäologie, der Wirtschafts- und Sozialgeschichte. Das Themenspektrum reicht von der geografischen und geistigen Herkunft Luthers bis zum Luthertum in Nordamerika. Die wichtigsten Ereignisse und Aspekte der Reformationsgeschichte werden ebenso beleuchtet wie der kunst- und kulturhistorische Kontext der Reformation. Ergänzend eröffnen 18 innovative Karten und Infografiken den Zugang zu Hintergrundinformationen und bilden zum Teil erstmals in dieser Form wichtige Entwicklungen und Zusammenhänge ab.“
Zu den Autoren gehören u. a. Luise Schorn-Schütte, Hansjörg Küster, Michael Fessner, Harald Meller, Martin Eberle, Volker Leppin, Martin Treu, Heinz Schilling, John T. McQuillen, Andrew Pettegree, Christopher Spehr, Susann C. Karant-Nunn, Stefan Rhein, Peter Blickle, Andreas Tacke, Johannes Schilling, Andrew Spicer, Louis D. Nebelsick, Peter von der Osten-Sacken, Dean Philip Bell, Thomas Kaufmann, Robert Kolb, Christiane Andersson, Hartmut Lehmann, Mary Jane Haemig, Michael Hochgeschwender, Hermann Wellenreuther, Thomas Rassieur, Dorothea Wendebourg, Stefan Laube, Brad S. Gregory, Tomoko Emmerling, Robert Kluth, Anne-Simone Rous, Susanne Kimmig-Völkner, Ingrid Dettmann, Franziska Kuschel, Katrin Herbst, Robert Noack.
Beide Bücher erschienen im Sandstein Verlag Dresden und sind sowohl einzeln als auch im Schuber erhältlich.

## Posterausstellung – #HereIstand
Ergänzend zu den musealen Präsentationen, wurde die digitale Ausstellung „#HereIstand. Martin Luther, die Reformation und die Folgen“ realisiert. Sie ist nicht nur online abrufbar, sondern richtet sich in Form von 30 downloadbaren Postern zum Selbst-Ausdrucken insbesondere an Kirchgemeinden, Schulen und andere Bildungsträger in aller Welt. So kann jede Institution per Mausklick eine Ausstellung in den eigenen Räumlichkeiten realisieren. Die deutsche Sprachfassung kann zudem als fertiger Postersatz bestellt werden.
Dieses Angebot wurde bislang weltweit, z. B. aus Japan, Äthiopien, Togo, Kenia oder Peru, genutzt. Zudem wurden bis Mitte März 2017 weit über 9000 Posterpakete per Download von der Website in Deutsch, Englisch, Russisch, Französisch, Japanisch, Spanisch, Polnisch und Arabisch abgerufen. Als besonderes Highlight enthält die Ausstellung auch 3D-eingescannte Museumsobjekte. Diese können im Internet betrachtet werden, lassen sich aber, wie die Poster, auch herunterladen und im 3D-Drucker ausdrucken.
Ergänzt wurde die downloadbare Posterausstellung im Januar 2017 durch eine Rallye in Form einer Applikation (App), die mit Hilfe der Actionbound App als „Lutherbound“ kostenlos gespielt werden kann.